# Herbert Batliner

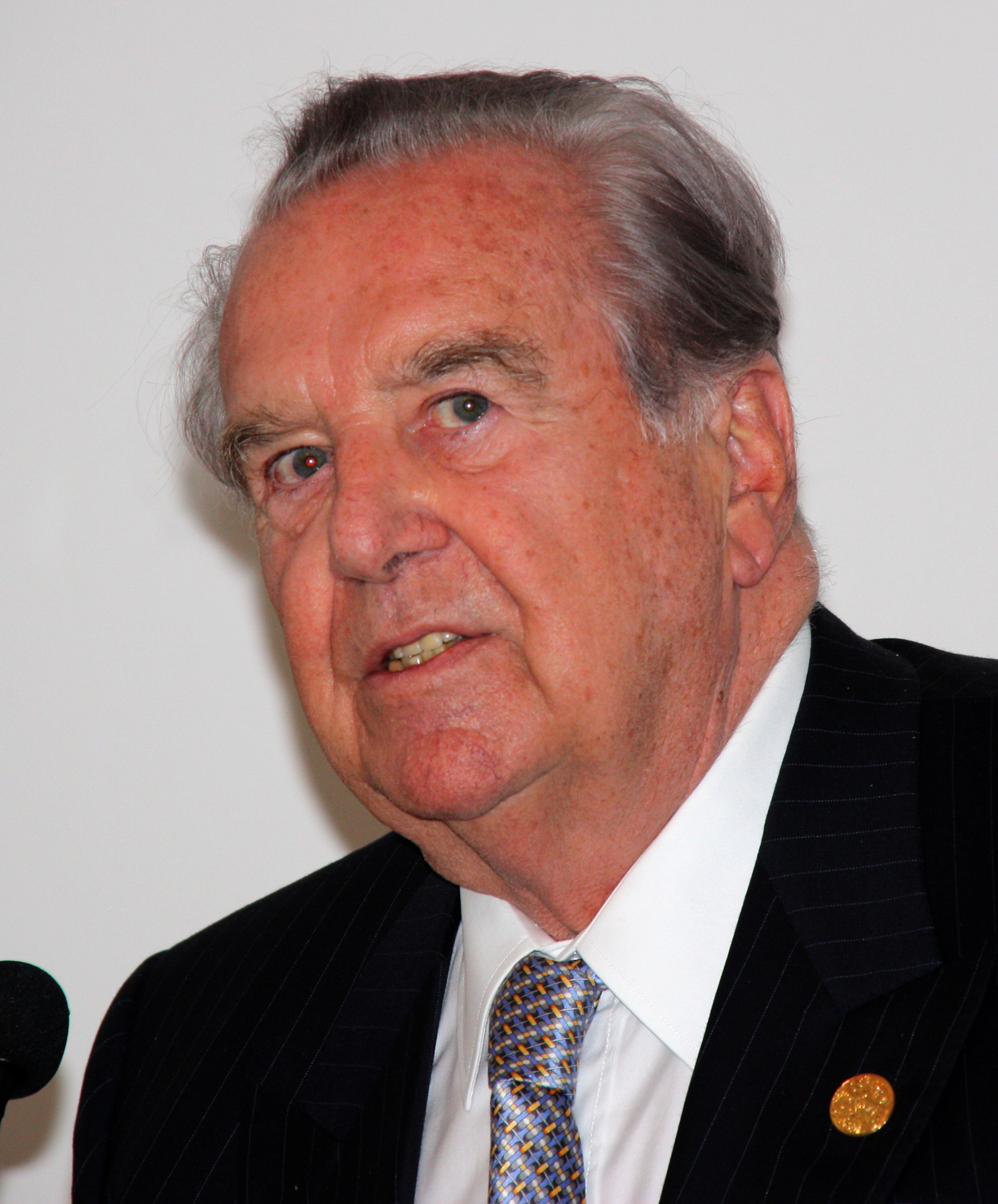
Herbert Batliner (2009)

Herbert Batliner (* 26. Dezember 1928 in Vaduz; † 8. Juni 2019 ebendort) war ein liechtensteinischer Rechtsanwalt, Finanztreuhänder und Kunstsammler.

## Leben
Herbert Batliner war der Sohn einer österreichischen Mutter und eines Liechtensteiner Vaters. Er besass neben der liechtensteinischen auch die österreichische Staatsbürgerschaft. Sein Vater, Eduard Batliner, war 40 Jahre lang Direktor der Liechtensteinischen Landesbank (LLB). Batliner besuchte die Volksschule in Vaduz. 1948 machte er seine Matura am Kollegium Mariahilf in Schwyz. Er studierte an den Universitäten in Bern, Innsbruck und Lyon. 1952 promovierte er an der Universität Innsbruck zum Doctor iuris utriusque. An der gleichen Universität erfolgte 1953 seine Promotion zum Dr. rer. oec. Er wurde 1955 in Liechtenstein als Rechtsanwalt zugelassen.
Von 1965 bis 1970 war Herbert Batliner Präsident der Verwaltungsbeschwerdeinstanz und von 1975 bis 1980 Präsident des Staatsgerichtshofes von Liechtenstein. Von 1982 bis 1986 war er Parteipräsident der Fortschrittlichen Bürgerpartei (FBP) Batliner trug seit 1988 den Titel Fürstlicher Kommerzienrat. 1990 verlieh ihm der österreichische Bundespräsident den Berufstitel Professor. Des Weiteren wurde er 1969 Senator h. c. der Leopold-Franzens-Universität Innsbruck sowie 1994 der Universität Salzburg.
Batliner betrieb bis 2002 die Anlageberatungskanzlei Dr. Dr. Batliner & Partner in Vaduz. Er gilt als Erfinder der Familienstiftungen, mit deren Hilfe Millionäre ihr Vermögen dem Fiskus entziehen konnten. Für die Anlage einer solchen Familienstiftung wurde ein Mindestvermögen von 1,5 Millionen Euro gefordert, für die Gründung verlangte Batliner ca. 30'000 Schweizer Franken. Kunden der Kanzlei waren zum Beispiel König Fahd ibn Abd al-Aziz von Saudi-Arabien, der togoische Diktator Gnassingbé Eyadéma, der FIAT-Gesellschafter Giovanni Agnelli, Marc Rich, Rainer Gossmann, Präsident des Deutschen Eishockey-Bundes, Sigurd Pütter, Inhaber der Iserlohner Pharma-Firma Medice, die Bacardi-Familie sowie die Vereinigung der mund- und fussmalenden Künstler. Batliners Stiftungen wurden auch benutzt, um illegale Parteispenden an die CDU zu verschleiern.
2002 stiftete Batliner die Orgel der Sixtinischen Kapelle im Vatikan und durfte sich seither Kammerherr Seiner Heiligkeit nennen. Sein Vermögen wurde 2006 auf etwa 200 Millionen Schweizer Franken geschätzt. Des Weiteren spendete er 730'000 Euro für die originalgetreue Restaurierung der Orgel in der Stiftskirche zur Alten Kapelle in Regensburg. Zur Einweihung der Orgel im Beisein von Papst Benedikt XVI. am 13. September 2006 wurde daher seine Anwesenheit erwartet. Gegen Batliner ermittelte zu dieser Zeit allerdings die deutsche Staatsanwaltschaft wegen Beihilfe zur Steuerhinterziehung in Höhe von 250 Millionen Euro. Batliners Anwälte hatten aus diesem Grund mit der deutschen Justiz freies Geleit nach Regensburg ausgehandelt. Diese entschied, den schwer kranken Mann nicht auf dem Weg zum Papst festzunehmen. Das Verfahren wurde 2007 gegen Zahlung einer Geldauflage von zwei Millionen Euro eingestellt.
1997 stiftete er den Corvinus-Preis, der vom (ebenfalls von ihm gestifteten) Budapester Europainstitut vergeben wird. In Salzburg besteht seit 1997 das von ihm gegründete Herbert-Batliner-Europainstitut als Forschungsinstitut für Europäische Politik, Geschichte und Kultur. Er war Ehrenpräsident dieses Instituts.
Ausserdem sponserte er das Institut für Spielforschung (heute Institut für Spielforschung und Playing Arts) der Universität Mozarteum Salzburg. Dafür erhielt am 30. Januar 1997 die "Goldene Eule auf drei Würfeln".
Batliner war Mitglied der katholischen Studentenverbindung AV Austria Innsbruck, der AKV Burgundia Bern und der AV Helvetia Oenipontana Innsbruck. Seit dem Jahr 2000 trug er zudem das Ehrenband der KÖStV Cimbria Kufstein. 1956 heiratete er Rita Bühler, eine der Töchter Oswald Bühlers. Aus der Ehe gingen vier Kinder, zwei Söhne und zwei Töchter, hervor. Sein Sohn Thomas war als Springreiter und Trainer aktiv. Sein jüngster Sohn Alexander war 2009 bis 2013 Parteipräsident der Fortschrittlichen Bürgerpartei (FBP).

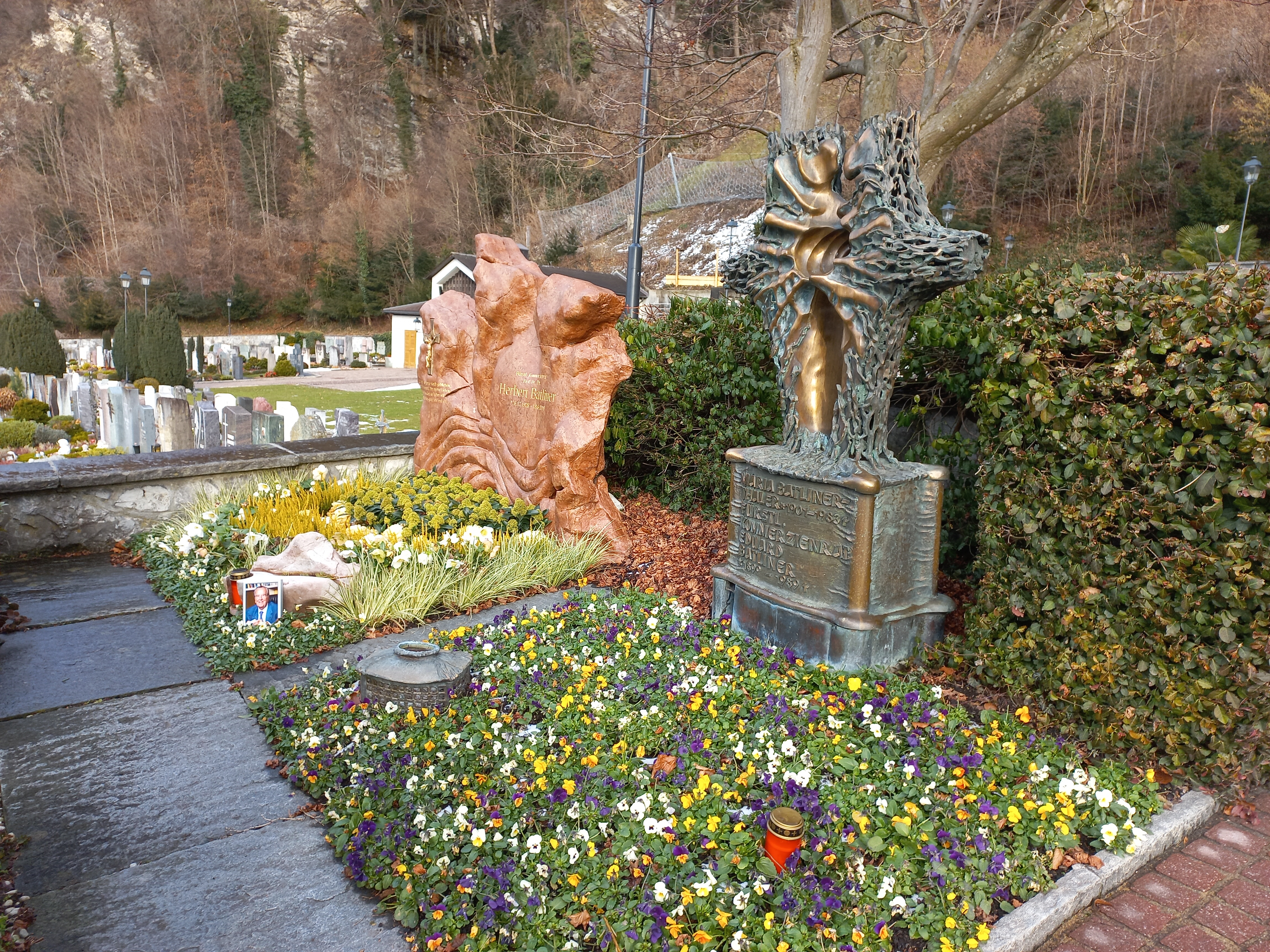
Batliners Grab (links) auf dem Friedhof Vaduz neben dem seiner Eltern

In den 1960er Jahren begannen Herbert und Rita Batliner, Kunstwerke der Klassischen Moderne zu sammeln. Mit rund 500 Werken gehört die Sammlung Batliner mittlerweile zu den grössten europäischen Privatsammlungen der Malerei dieser Stilrichtung. Seit 2007 befindet sie sich als Leihgabe in der Albertina in Wien und wird dort als Dauerausstellung gezeigt.
Er wurde in Vaduz bestattet.

## Ehrungen und Auszeichnungen
- 1959: Königlich Belgischer Leopoldsorden
- 1970: Komturkreuz des Päpstlichen Silvesterordens mit Stern
- 1975: Komturkreuz des Fürstlich Liechtensteinischen Verdienstordens
- 1977: Grosses Silbernes Ehrenzeichen für Verdienste um die Republik Österreich[15]
- 1979: Ehrennadel in Gold des Bundesfachverbandes für Reiten und Fahren in Österreich
- 1983: Toni-Russ-Preis
- 1984: Großer Tiroler Adler-Orden
- 1985: Goldenes Ehrenzeichen des Landes Salzburg
- 1988: Montfortorden in Gold der Vorarlberger Landesregierung[16]
- 1993: Grosskreuz des Fürstlich Liechtensteinischen Verdienstordens
- 1993: Grosses Ehrenzeichen in Gold des Verdienstordens der Heiligen Rupert und Virgil der Erzdiözese Salzburg
- 1993: Ehrenzeichen des Landes Tirol
- 1993: Goldene Ehrenmedaille der Hochschule für Musik und darstellende Kunst „Mozarteum“ in Salzburg
- 1994: Rat der Päpstlichen Akademie der Sozialwissenschaften
- 1995: Verdienstkreuz des Verdienstordens der Republik Ungarn
- 1997: Ehrenring und Ehrenmitgliedschaft der Bregenzer Festspiele
- 1997: Ehrenring der Landeshauptstadt Innsbruck
- 1998: Gentiluomo di Sua Santità[17]
- 1998: Ring des Landes Salzburg
- 1999: Grosses Goldenes Ehrenzeichen mit dem Stern für Verdienste um die Republik Österreich[15]
- 1999: Ehrendoktorwürde der Eötvös-Loránd-Universität Budapest
- 2001: Grosskreuz des Päpstlichen Ritterordens des heiligen Gregors des Grossen[18]
- 2003: Grosskreuz mit Brillanten des Fürstlich Liechtensteinischen Verdienstordens, verliehen durch Fürst Hans-Adam II. von und zu Liechtenstein
- 2004: Ehrenzeichen des Verdienstordens der Heiligen Rupert und Virgil in Gross-Gold mit Stern der Erzdiözese Salzburg
- 2007: Großes Goldenes Ehrenzeichen für Verdienste um das Land Wien
- 2009: Wolfgang-Schüssel-Preis der International Salzburg Association
- 2010: Großer Verdienstorden des Landes Südtirol
- 2010: Goldene Mozartmedaille der Internationalen Stiftung Mozarteum (gemeinsam mit seiner Frau)